# Gazice
Gazice é uma vila localizada no município de Brežice na Eslovênia. Possuía uma população estimada de 151 habitantes em 2020.